# Црква Светог великомученика кнеза Лазара у Појезни
Црква Светог великомученика кнеза Лазара у Појезни, насељеном месту на територији општине Дервента, припада Епархији зворничко–тузланској Српске православне цркве.

## Историјат
У Појезни су постојале „чадор цркве”, а касније и цркве „шеперуше” посвећене Светом пророку Илији и грађене су 1893—1895. године. На месту тадашње је подигнута садашња црква Светог великомученика кнеза Лазара димензија 19×8 метара. Градња је започета 1964. године, темеље је освештао протојереј Новак С. Петровић 2. августа 1965. године. Пројекат је израдио „Пројект биро” из Славонског Брода. Грађевински радови су завршени на пролеће 1968. године, а храм је освештао 26. јуна епископ зворничко-тузлански Лонгин Томић.
Црква Светог великомученика кнеза Лазара је генерално обновљена 2000—2007. године. Пројекат обнове храма су израдили архитекте Наташа Контић и Владо Бијељић из Дервенте. Обновљени храм је освештао 2. августа 2007. године епископ зворничко-тузлански Василије Качавенда. Олтар цркве и иконе је осликао Никола Ђуровић из Косјерића, а иконостас од славонског храста је израдио Драган Петровић из Вишњице.